# 삼성 갤럭시 M22
삼성 갤럭시 M22는 삼성의 안드로이드 기반 스마트폰이다. 그것은 삼성 갤럭시 M 시리즈의 일부이다. 이 전화기는 2021년 9월 14일에 발표되었다.

## 같이 보기
- 삼성 갤럭시